# El Mesón
El Mesón es una localidad del estado mexicano de Guerrero. Es parte del municipio de Ayutla de los Libres.

## Demografía
| Gráfica de evolución demográfica |
|                                  |

| Censo | Población |
| ----- | --------- |
| 1940  | 168       |
| 1950  | 330       |
| 1960  | 515       |
| 1970  | 391       |
| 1980  | 622       |
| 1990  | 888       |
| 2000  | 947       |
| 2010  | 1 057     |
| 2020  | 1 071     |